# Estação D'Iberville
A Estação D'Iberville é uma das estações do Metrô de Montreal, situada em Montreal, entre a Estação Fabre e a Estação Saint-Michel. Faz parte da Linha Azul.
Foi inaugurada em 16 de junho de 1986. Localiza-se no cruzamento da Rua Jean-Talon com a Rua D'Iberville. Atende o distrito de Villeray–Saint-Michel–Parc-Extension.